# Тоса (Португалия)
То́са (порт. Touça) — населённый пункт и район в Португалии, входит в округ Гуарда. Является составной частью муниципалитета Вила-Нова-ди-Фош-Коа. По старому административному делению входил в провинцию Траз-уж-Монтиш и Алту-Дору. Входит в экономико-статистический субрегион Доуру, который входит в Северный регион. Население составляет 253 человека на 2001 год. Занимает площадь 9,89 км².
Святой-покровительницей района считается Пурезская Богоматерь (порт. Nossa Senhora da Pureza).